# Giancarlo Judica Cordiglia
Giancarlo Judica Cordiglia, italijanski komik in igralec, * 30. september 1971, San Maurizio Canavese, Torino.
Najbolj je znan po vlogi Gnoma Ronfoja v televizijskemu programu Melevisione na Raitre in po vlogah stotnika Bruna Corsinija v RIS Delitti Imperfetti na italijanskem televizijskem programu Canale 5.